# تویوتا لایت‌ایس

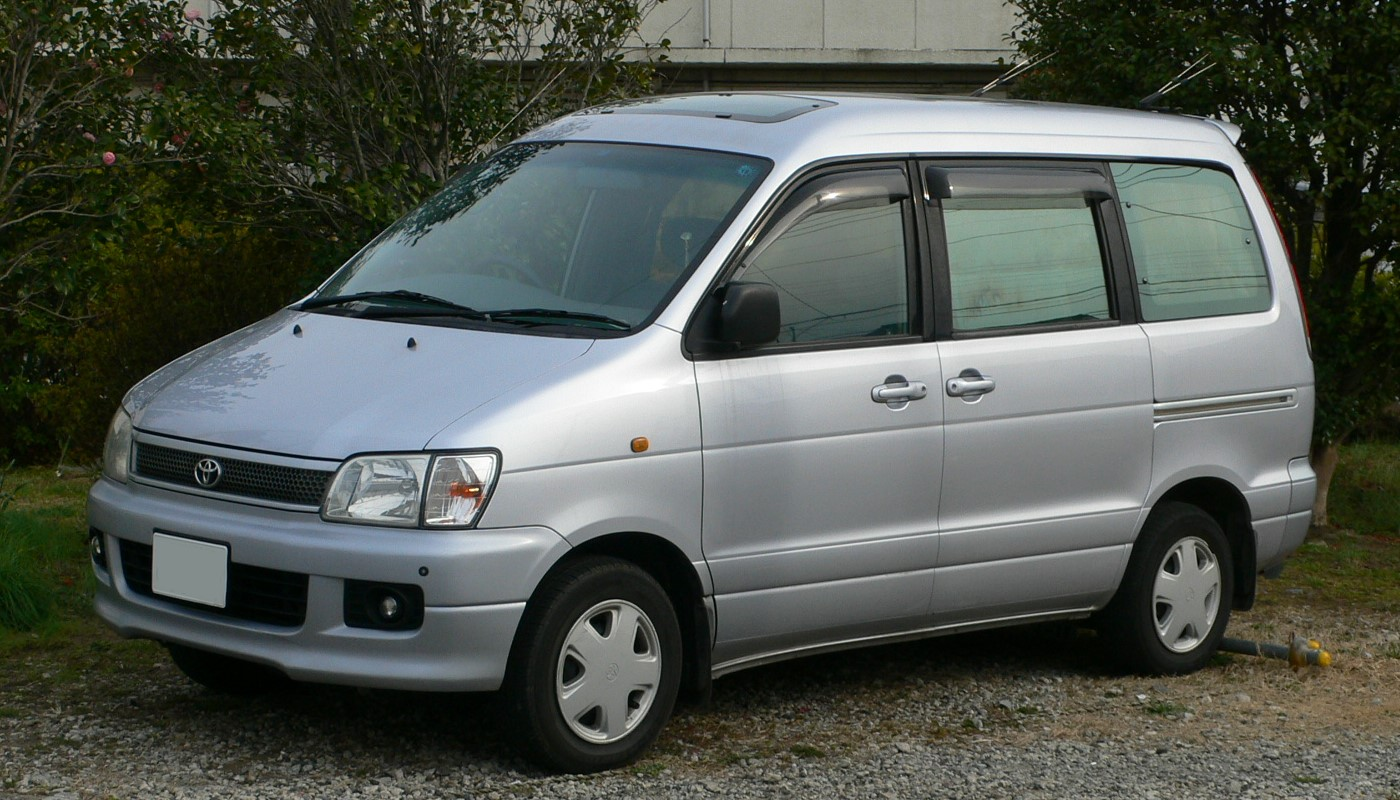

تویوتا لایت‌ایس (Toyota LiteAce) خودرویی است که در سال‌های ۱۹۷۰ تا ۲۰۰۸تولید شده‌است. 
موتور آن ۱۹۹۸ سی‌سی سیستم جعبه‌دندهٔ آن به دو صورت خودکار و دستی است.